# Валихан
Вали-хан (умер в 1699 году) — узбекский хивинский хан из династии шибанидов, правивший в 1697—1698 годах.
Потомок Хаджи Мухаммад-хана, не смог удержать политическую стабильность в стране после смерти своего брата Джочи-хана. Правил всего полтора года, был смещён с престола и скончался около 1699 года. В 1698 году к власти пришёл его племянник Шахнияз-хан, сын Джочи-хана.